# Saint-Saturnin (Cantal)
Saint-Saturnin (Okzitanisch: Sant Saturnin) ist eine französische Gemeinde mit 191 Einwohnern (Stand 1. Januar 2022) im Département Cantal in der Region Auvergne-Rhône-Alpes; sie gehört zum Arrondissement Saint-Flour.

## Geografie
Saint-Saturnin liegt rund 34 Kilometer nordwestlich der Kleinstadt Saint-Flour innerhalb des Regionalen Naturparks  Volcans d’Auvergne.
Zur Gemeinde gehören die Siedlungen Maillargues, Nuix, Roche, Saint-Saturnin, Soulages und zahlreiche Einzelgehöfte.

## Geschichte
Die Gemeinde gehört historisch zur Region Cézallier innerhalb der Auvergne. Saint-Saturnin gehörte von 1793 bis 1801 zum District Murat und war von 1793 bis 2015 Teil des Kantons Allanche.

## Bevölkerungsentwicklung
| Jahr                       | 1962 | 1968 | 1975 | 1982 | 1990 | 1999 | 2006 | 2012 | 2019 |
| Einwohner                  | 706  | 621  | 557  | 427  | 320  | 248  | 229  | 210  | 203  |
| Quellen: Cassini und INSEE |      |      |      |      |      |      |      |      |      |

## Sehenswürdigkeiten
- Kirche Saint-Saturnin (12., 15. und 19. Jahrhundert)
- Schloss Château de Peyrelade aus dem 12. Jahrhundert
- Schloss Château de Combes aus dem 16. Jahrhundert
- Sternwarte Observatoire d'Astrophysique Cézallier Cantal
- Viadukt von Saint-Saturnin
- eingemeißeltes Steinkreuz in Belvezin

Quelle: